# 406-os főút (Magyarország)

A 406-os főút az M4-es autóutat és a 4-es/32-es főutakat összekötő másodrendű főút.

## Története
Az abonyi elkerülő 2005-ben lett átadva a forgalomnak, a 4-es főút részeként. Az M4-es autóút újabb szakaszának átadása során 2020-ban a 4-es főutat visszaterelték a 2005 előtti nyomvonalára, Abony belterületén át. Az M4-es autóút Abony keleti csomópontja és a 4-es illetve 32-es főutak csomópontja közötti szakasz átszámozása vált szükségessé, ami a 406-os főút jelölést kapta. Az M4-es folytatását követően is megmaradhat a jelenlegi 406-os számozás, az autóút mintegy 4 km-es csomóponti ágaként a 4-es főút és az M4 autóút között. Az Abony nyugati csomópontnál 2005-ben létrejött 401-es főút számozása az autóúti kiépítést követően is megmaradt, szintén mint csomóponti ág. 
Hasonló átszámozás történt Üllő elkerülőjén is, ahol a 404-es főút jelölést kapta a korábbi 4-es főút elkerülő szakaszából megmarad visszakötés. Albertirsánál pedig a 405-ös főút számozását vitték tovább az M4-es autóút és a 4-es főút közötti összekötő szakaszra. Ezzel 2020. július végétől a 4-es főút számozása Budapest és Szolnok között visszakerülhetett a 2005 és 1974 előtti nyomvonalra, magába foglalva a települések átkelési szakaszait.